# Arroio do Só (districte de Santa Maria)
Arroio do Só és un dels deu districtes en què es divideix la ciutat de Santa Maria, a l'estat brasiler de Rio Grande do Sul. Limita amb els districtes Pains, Palma, Passo do Verde, i, amb els municipis de Restinga Seca i Formigueiro.'

## Barris
El districte es divideix en els següents barris:
1. Arroio do Só